# Svensktoppen 1966

## Årets Svensktoppsmelodier 1966
| Poäng saknas för 13 veckor. Siffra inom parentes anger antal veckor melodin inte fått poäng. |                             |                                   |       |              |
| Nr                                                                                           | Artist                      | Titel                             | Poäng | Antal veckor |
| 1                                                                                            | Östen Warnerbring           | En sommardröm (Ganz in Weiß) (2)  | 899   | 20           |
| 2                                                                                            | Hootenanny Singers          | Björkens visa (8)                 | 745   | 22           |
| 3                                                                                            | Povel Ramel med Gals & Pals | Ta av dej skorna (7)              | 678   | 20           |
| 4                                                                                            | Sven-Ingvars                | Säg inte nej säg kanske (7)       | 669   | 16           |
| 5                                                                                            | Hootenanny Singers          | Marianne (1)                      | 574   | 15           |
| 6                                                                                            | Sven-Ingvars                | Kristina från Vilhelmina (4)      | 531   | 12           |
| 7                                                                                            | Sven-Ingvars                | En prästkrage i min hand (2)      | 489   | 14           |
| 8                                                                                            | Gitte Henning               | Det är så lätt att leva livet (4) | 431   | 14           |
| 9                                                                                            | Anita Lindblom              | Balladen om den blå baskern (4)   | 390   | 14           |
| 10                                                                                           | Anna-Lena Löfgren           | Var barmhärtig (4)                | 388   | 11           |
| 11                                                                                           | Country Four                | Timmen blå (2)                    | 377   | 16           |
| 12                                                                                           | Sven-Ingvars                | Vid din sida                      | 366   | 7            |
| 13                                                                                           | Ola Hermanson               | Vägen hem (2)                     | 347   | 17           |
| 14                                                                                           | Sven-Ingvars                | Det tror jag inte på (2)          | 334   | 8            |
| 15                                                                                           | Gunnar Wiklund              | Merci Cherie (4)                  | 296   | 13           |

Kommentarer
Uppgift om poäng saknas för 13 av detta års 49 Svensktoppslistor. Detta innebär att en stor del av rangordningen av melodierna på denna lista bygger på antaganden. Efter varje melodi finns en siffra inom parentes som anger på hur många listor det saknas poänguppgift för respektive låt. Det enda som kan sägas vara helt klart är att årets låt hette "En sommardröm" och att "Björkens visa" ligger på andra plats. De poäng som har angetts för de saknade listorna har räknats fram genom att medelvärdet för de listor där poängen är tillgänglig har lagts till utifrån vilken placering melodierna har fått på de listor som saknar poänguppgift.